# Douwe Capelle
Douwe Capelle (Amsterdam, 30 december 1910 – aldaar, 16 april 1989) was een Nederlandse collaborateur in de Tweede Wereldoorlog.

## Levensloop
Ten tijde van de Duitse inval in Nederland was Capelle korporaal bij de Nederlandse militaire politie. Via de Amsterdamse politie werd hij overgeplaatst naar het Bureau Joodsche Zaken. Daar werkte hij nauw samen met de beruchte Jodenjagers Abraham Kaper en Peter Schaap. In totaal zou van eind 1942 tot Dolle Dinsdag (in september 1944) 64 personen, vooral Joden, hebben gearresteerd. Hij was tevens lid van de NSB.
Na Dolle Dinsdag week hij met een aantal anderen uit naar Groningen. Zij werden gestationeerd bij de Sicherheitsdienst op het Scholtenhuis. In de laatste maanden was hij betrokken bij de arrestatie en executie van verschillende verzetsleden, waaronder Gerrit Boekhoven. Hij schoot in maart 1945 samen met zijn kompaan C.C. Dierikx de verzetsman Leendert Martinus van Noppen dood bij diens arrestatie. Op 10 april 1945, kort voor de bevrijding van Noord-Nederland, was hij betrokken bij de executie van tien verzetsleden bij Bakkeveen. Hij hield de wacht bij de vrachtwagen waarmee zij werden vervoerd. Na de executie ging hij samen met de betrokken Duitsers op jacht.
Na de oorlog werd tegen Capelle de doodstraf geëist. Op 8 november 1948 veroordeelde het Bijzonder Gerechtshof Leeuwarden hem tot een levenslange gevangenisstraf. Na verwijzing door de Bijzondere Raad van Cassatie werd hij op 1 november 1949 door het Bijzonder Gerechtshof Amsterdam tot twintig jaar gevangenisstraf veroordeeld.